# Фіте
Фіте (рос. Фите) — село Агульського району, Дагестану Росії. Входить до складу муніципального утворення Село Фіте.
Населення — 712 (2015).

## Історія
В селі є могила з куфічними надписами домусульманських захоронень 10 ст.
У 1926 році село належало до Кюрінського району.

## Населення
За даними перепису населення 2002 року в селі мешкало 713 осіб. В тому числі 359 (50.35 %) чоловіків та 354 (49.64 %) жінок.
Переважна більшість мешканців — агульці (99 % від усіх мешканців). У селі переважає агульська мова. Мешканці села розмовляють на власному фітінському діалекті агульської мови.
У 1926 році в селі проживало 343 осіб.